# Bobenhausen I
Bobenhausen I ist ein Ortsteil der Gemeinde Ranstadt im hessischen Wetteraukreis.

## Geographische Lage
Bobenhausen I liegt am südwestlichen Teil des Vogelsberges am Laisbach. Der Hauptort Ranstadt liegt westlich und ist über die Landesstraße 3184 zu erreichen.

## Geschichte

### Ortsgeschichte
Die älteste bekannte schriftliche Erwähnung von Bobenhausen I erfolgte am 12. März 1335 als Babenhußen.
Die Statistisch-topographisch-historische Beschreibung des Großherzogthums Hessen berichtet 1830 über Bobenhausen:

„Bobenhausen (L. Bez. Nidda) evangel. Filialdorf; liegt 1 1⁄3 St. von Nidda und 1⁄2 St. von Ortenberg. Der Ort besteht aus 45 Häusern, die von 266 Menschen bewohnt werden, die alle evangelisch sind, und unter welchen sich 32 Bauern und 16 Handwerker befinden.“

Hessische Gebietsreform (1970–1977)
Im Zuge der Gebietsreform in Hessen fusionierten zum 1. Oktober 1971 die bis dahin selbständigen Gemeinden  Ranstadt, Bellmuth, Bobenhausen I, Dauernheim und Ober-Mockstadt freiwillig zur Großgemeinde Ranstadt. Als Sitz der Gemeindeverwaltung wurde der Ortsteil Ranstadt bestimmt.
Für alle ehemals eigenständigen Gemeinden von Ranstadt wurden Ortsbezirke mit Ortsbeirat und Ortsvorsteher nach der Hessischen Gemeindeordnung gebildet.

### Verwaltungsgeschichte im Überblick
Die folgende Liste zeigt die Staaten und Verwaltungseinheiten, denen Bobenhausen I angehört(e):
- vor 1567: Heiliges Römisches Reich, Landgrafschaft Hessen, Amt Lißberg
- ab 1567: Heiliges Römisches Reich, Amt Ulrichstein (Söhne der Margarethe von der Saale)[9]
- ab 1570: Heiliges Römisches Reich, Landgrafschaft Hessen-Marburg, Amt Lißberg
- 1604–1648: Heiliges Römisches Reich, strittig zwischen Landgrafschaft Hessen-Darmstadt und Landgrafschaft Hessen-Kassel (Hessenkrieg)
- ab 1604: Heiliges Römisches Reich, Landgrafschaft Hessen-Darmstadt, Amt Lißberg[10]
- 1787: Heiliges Römisches Reich, Landgrafschaft Hessen-Darmstadt, Oberfürstentum Hessen, Amt Nidda und Lißberg[11]
- ab 1806: Großherzogtum Hessen,[Anm. 2] Fürstentum Oberhessen, Amt (und ab 1803 Gericht) Lißberg,[12] Unteramt Lißberg[13]
- ab 1815: Großherzogtum Hessen[Anm. 3], Provinz Oberhessen, Amt Lißberg[14]
- ab 1821: Großherzogtum Hessen, Provinz Oberhessen, Landratsbezirk Nidda[15][Anm. 4]
- ab 1832: Großherzogtum Hessen, Provinz Oberhessen, Kreis Nidda
- ab 1848: Großherzogtum Hessen, Regierungsbezirk Nidda
- ab 1852:  Großherzogtum Hessen, Provinz Oberhessen, Kreis Nidda
- ab 1867: Norddeutscher Bund[Anm. 5], Großherzogtum Hessen, Provinz Oberhessen, Kreis Nidda
- ab 1874: Deutsches Reich, Großherzogtum Hessen, Provinz Oberhessen, Kreis Büdingen
- ab 1918: Deutsches Reich (Weimarer Republik), Volksstaat Hessen, Provinz Oberhessen, Kreis Büdingen
- ab 1938: Deutsches Reich, Volksstaat Hessen, Kreis Büdingen[16][Anm. 6]
- ab 1945: Amerikanische Besatzungszone,[Anm. 7] Groß-Hessen, Regierungsbezirk Darmstadt, Kreis Büdingen
- ab 1946: Amerikanische Besatzungszone, Land Hessen, Regierungsbezirk Darmstadt, Kreis Büdingen
- ab 1949: Bundesrepublik Deutschland, Land Hessen, Regierungsbezirk Darmstadt, Kreis Büdingen
- ab 1971: Bundesrepublik Deutschland, Land Hessen, Regierungsbezirk Darmstadt, Kreis Büdingen, Gemeinde Ranstadt[Anm. 8]
- ab 1972: Bundesrepublik Deutschland, Land Hessen, Regierungsbezirk Darmstadt, Wetteraukreis, Gemeinde Ranstadt

## Bevölkerung

### Einwohnerstruktur 2011
Nach den Erhebungen des Zensus 2011 lebten am Stichtag dem 9. Mai 2011 in Bobenhausen I 447 Einwohner. Darunter waren 18 (4,0 %) Ausländer. Nach dem Lebensalter waren 57 Einwohner unter 18 Jahren, 174 zwischen 18 und 49, 114 zwischen 50 und 64 und 102 Einwohner waren älter. Die Einwohner lebten in 154 Haushalten. Davon waren 51 Singlehaushalte, 51 Paare ohne Kinder und 63 Paare mit Kindern, sowie 27 Alleinerziehende und 3 Wohngemeinschaften. In 42 Haushalten lebten ausschließlich Senioren und in 117 Haushaltungen lebten keine Senioren.

### Einwohnerentwicklung
| • 1791: | 158 Einwohner                      |
| • 1800: | 158 Einwohner                      |
| • 1806: | 184 Einwohner, 34 Häuser           |
| • 1829: | 266 Einwohner, 45 Häuser           |
| • 1867: | 288 Einwohner, 55 bewohnte Gebäude |
| • 1875: | 286 Einwohner, 61 bewohnte Gebäude |

| Bobenhausen I: Einwohnerzahlen von 1791 bis 2022 | Bobenhausen I: Einwohnerzahlen von 1791 bis 2022 | Bobenhausen I: Einwohnerzahlen von 1791 bis 2022 | Bobenhausen I: Einwohnerzahlen von 1791 bis 2022 | Bobenhausen I: Einwohnerzahlen von 1791 bis 2022 |
| --- | ------------------------------------------------ | ------------------------------------------------ | ------------------------------------------------ | ------------------------------------------------ |
| Jahr |                                                  |                                                  |                                                  | Einwohner                                        |
| 1791 | 1791                                             |                                                  | 158                                              | 158                                              |
| 1800 | 1800                                             |                                                  | 158                                              | 158                                              |
| 1806 | 1806                                             |                                                  | 184                                              | 184                                              |
| 1829 | 1829                                             |                                                  | 266                                              | 266                                              |
| 1834 | 1834                                             |                                                  | 272                                              | 272                                              |
| 1840 | 1840                                             |                                                  | 296                                              | 296                                              |
| 1846 | 1846                                             |                                                  | 327                                              | 327                                              |
| 1852 | 1852                                             |                                                  | 282                                              | 282                                              |
| 1858 | 1858                                             |                                                  | 299                                              | 299                                              |
| 1864 | 1864                                             |                                                  | 291                                              | 291                                              |
| 1871 | 1871                                             |                                                  | 279                                              | 279                                              |
| 1875 | 1875                                             |                                                  | 286                                              | 286                                              |
| 1885 | 1885                                             |                                                  | 292                                              | 292                                              |
| 1895 | 1895                                             |                                                  | 275                                              | 275                                              |
| 1905 | 1905                                             |                                                  | 310                                              | 310                                              |
| 1910 | 1910                                             |                                                  | 303                                              | 303                                              |
| 1925 | 1925                                             |                                                  | 297                                              | 297                                              |
| 1939 | 1939                                             |                                                  | 310                                              | 310                                              |
| 1946 | 1946                                             |                                                  | 452                                              | 452                                              |
| 1950 | 1950                                             |                                                  | 434                                              | 434                                              |
| 1956 | 1956                                             |                                                  | 407                                              | 407                                              |
| 1961 | 1961                                             |                                                  | 394                                              | 394                                              |
| 1967 | 1967                                             |                                                  | 422                                              | 422                                              |
| 1970 | 1970                                             |                                                  | 414                                              | 414                                              |
| 1980 | 1980                                             |                                                  | ?                                                | ?                                                |
| 1990 | 1990                                             |                                                  | ?                                                | ?                                                |
| 2000 | 2000                                             |                                                  | ?                                                | ?                                                |
| 2011 | 2011                                             |                                                  | 447                                              | 447                                              |
| 2022 | 2022                                             |                                                  | 417                                              | 417                                              |
| Datenquelle: Historisches Gemeindeverzeichnis für Hessen: Die Bevölkerung der Gemeinden 1834 bis 1967. Wiesbaden: Hessisches Statistisches Landesamt, 1968. Weitere Quellen: LAGIS; Zensus 2011; 2022 |                                                  |                                                  |                                                  |                                                  |

### Religionszugehörigkeit
| • 1829: | 266 evangelische (= 100 %) Einwohner                               |
| • 1961: | 341 evangelische (= 86,55 %), 52 katholische (= 13,20 %) Einwohner |

## Sehenswürdigkeiten
Sehenswert ist die alte Schule mit einem verschieferten kleinen Dachreiter und einer Wetterfahne.
Siehe auch: Liste der Kulturdenkmäler in Bobenhausen

## Besondere Ereignisse
Im September 1999 wurde die Johanna Bohnacker entführt und später ermordet.